# Sarcophaga uniseta
Sarcophaga uniseta är en tvåvingeart som beskrevs av Baranov 1939. Sarcophaga uniseta ingår i släktet Sarcophaga och familjen köttflugor. Inga underarter finns listade i Catalogue of Life.